# Траванкор

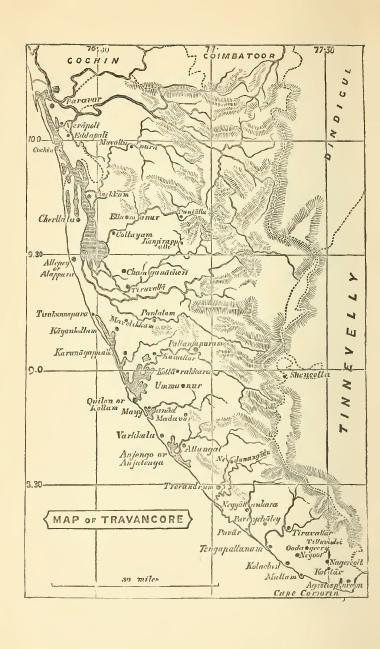
Карта Траванкора (1871)

Траванко́р (малаял. തിരുവിതാംകൂര്‍) — историческая область, а в период британского колониального владычества — туземное княжество в юго-западной части Индийского субконтинента. Столицей являлся город Тривандрам. Траванкор занимал часть территории современных индийских штатов Керала и Тамилнад. Правителями княжества являлись махараджи из траванкорской династии Варма, являющиеся потомками династии Чера, часть власти была сосредоточена в руках премьер-министра (диван). Княжество Траванкор было основано в 1729 году на территории небольшого королевства Венад, во времена Британской Индии было вассалом британской короны. В 1949 году, через два года после обретения Индией независимости, Траванкор был объединён с княжеством Кочин в штат Траванкор-Кочин, который в 1956 году стал частью штата Керала.
В 2011 году в храме Падманабхасвами были обнаружены нетронутыми сокровища правителей Траванкора, оцениваемые в 22 млрд долларов США.

## Правители Траванкора
- Мартханда Варма[англ.] 1729—1758
- Картхика Тхирунал Рама Варма I[англ.] 1758—1798
- Авиттом Тхирунал Баларама Варма I 1798—1810
- Говри Лакшмибаи 1810—1815 (регентша)
- Говри Парватибаи 1815—1829 (регентша)
- Сватхи Тхирунал Рама Варма II 1829—1846
- Утхрадом Тхирунал Мартханда Варма II 1846—1860
- Айильям Тхирунал Рама Варма III 1860—1880
- Висакхам Тхирунал Рама Варма IV 1880—1885
- Мулам Тхирунал Рама Варма V 1885—1924
- Сетху Лакшмибаи 1924—1931 (регентша)
- Читхира Тхирунал Баларама Варма II 1931—1947